# Distrikt Písac
Der Distrikt Písac (alternative Schreibweise: Distrikt Pisac) liegt in der Provinz Calca in der Region Cusco in Südzentral-Peru. Der Distrikt wurde am 21. Juni 1825 gegründet. Er hat eine Fläche von 148,25 km². Beim Zensus 2017 wurden 9884 Einwohner gezählt. Im Jahr 1993 lag die Einwohnerzahl bei 8777, im Jahr 2007 bei 9440. Sitz der Distriktverwaltung ist die auf einer Höhe von 2974 m am rechten Flussufer des Río Urubamba gelegene Kleinstadt Písac mit 3718 Einwohnern (Stand 2017). Písac liegt 17 km nordöstlich der Regionshauptstadt Cusco. Im Distrikt befindet sich in den Bergen oberhalb der Stadt Písac die Inkaruine Písac.

## Geographische Lage
Der Distrikt Písac liegt im Süden der Provinz Calca. Er liegt fast vollständig auf der rechten, nordöstlichen Uferseite des Río Urubamba, der in nordwestlicher Richtung verläuft. Dort erstreckt er sich über die südöstlichen Ausläufer der Cordillera Urubamba.
Der Distrikt Písac grenzt im Südwesten an den Distrikt Taray, im Westen an den Distrikt Coya, im Nordwesten an den Distrikt Lamay, im Nordosten an den Distrikt Colquepata (Provinz Paucartambo) sowie im Süden an den Distrikt San Salvador.

## Ortschaften im Distrikt
Im Distrikt gibt es neben dem Hauptort Písac noch folgende Orte:
- Amaru (691 Einwohner)
- Ampay Primera Banda (Ancatiana) (285 Einwohner)
- Ampay Segunda Banda (Huayraqmocco) (232 Einwohner)
- Chahuaytire (471 Einwohner)
- Cuyo Chico (364 Einwohner)
- Cuyo Grande (868 Einwohner)
- Pampallacta (261 Einwohner)
- Paru Paru (478 Einwohner)
- Sacaca (403 Einwohner)